# Hontianska Vrbica
Hontianska Vrbica (bis 1948 slowakisch „Hontianske Ďarmoty“; ungarisch Hontfüzesgyarmat – bis 1907 Füzesgyarmat) ist eine Gemeinde im Westen der Slowakei mit 584 Einwohnern (Stand 31. Dezember 2024), die zum Okres Levice, einem Teil des Nitriansky kraj, gehört.

## Geographie
Die Gemeinde befindet sich im Ostteil des slowakischen Donautieflands, genauer noch am Westrand des Hügellands Ipeľská pahorkatina in einem weiten Tal des unteren Hron. Am Westrand des Ortes fließen die miteinander verbundenen, kanalisierten Flüsschen Perec und Sikenica. Das Ortszentrum liegt auf einer Höhe von 179 m n.m. und ist 14 Kilometer von Levice sowie 24 Kilometer von Šahy entfernt.
Nachbargemeinden sind Mýtne Ludany im Norden, Santovka im Nordosten, Demandice im Osten, Zbrojníky im Süden, Jur nad Hronom im Westen und erneut Mýtne Ludany im Nordwesten.

## Geschichte
Hontianska Vrbica wurde zum ersten Mal 1272 als Gormoth schriftlich erwähnt und war Teil des Herrschaftsguts von Erzbistum Gran. Im 16. und 17. Jahrhundert erlitt die Ortschaft größere Schäden infolge der Türkenkriege. 1715 gab es einen Landsitz, 22 verlassene und 52 bewohnte Haushalte. 1828 zählte man 141 Häuser und 848 Einwohner, die als Landwirte und Winzer beschäftigt waren.
Bis 1919 gehörte der im Komitat Hont liegende Ort zum Königreich Ungarn und kam danach zur Tschechoslowakei beziehungsweise heute Slowakei. Von 1938 bis 1945 war er auf Grund des Ersten Wiener Schiedsspruchs noch einmal Teil Ungarns. 1947 kam es zu einem Bevölkerungsaustausch, in dessen Folge der Anteil ungarischsprachiger Einwohner zurückging.

## Bevölkerung
| Jahr                | 1994 | 2004    | 2014    | 2024    |
| ------------------- | ---- | ------- | ------- | ------- |
| Anzahl der Personen | 579  | 553     | 564     | 584     |
| Unterschied         |      | −4,49 % | +1,98 % | +3,54 % |

| Jahr                | 2023 | 2024    |
| ------------------- | ---- | ------- |
| Anzahl der Personen | 592  | 584     |
| Unterschied         |      | −1,35 % |

Nach der Volkszählung 2011 wohnten in Hontianska Vrbica 568 Einwohner, davon 371 Slowaken, 177 Magyaren, sieben Tschechen und ein Pole. 12 Einwohner machten keine Angabe zur Ethnie.
225 Einwohner bekannten sich zur römisch-katholischen Kirche, 113 Einwohner zur reformierten Kirche, 96 Einwohner zur Evangelischen Kirche A. B., 11 Einwohner zur evangelisch-methodistischen Kirche, vier Einwohner zur griechisch-katholischen Kirche sowie jeweils ein Einwohner zu den Zeugen Jehovas und zur altkatholischen Kirche. 60 Einwohner waren konfessionslos und bei 57 Einwohnern wurde die Konfession nicht ermittelt.

## Bauwerke

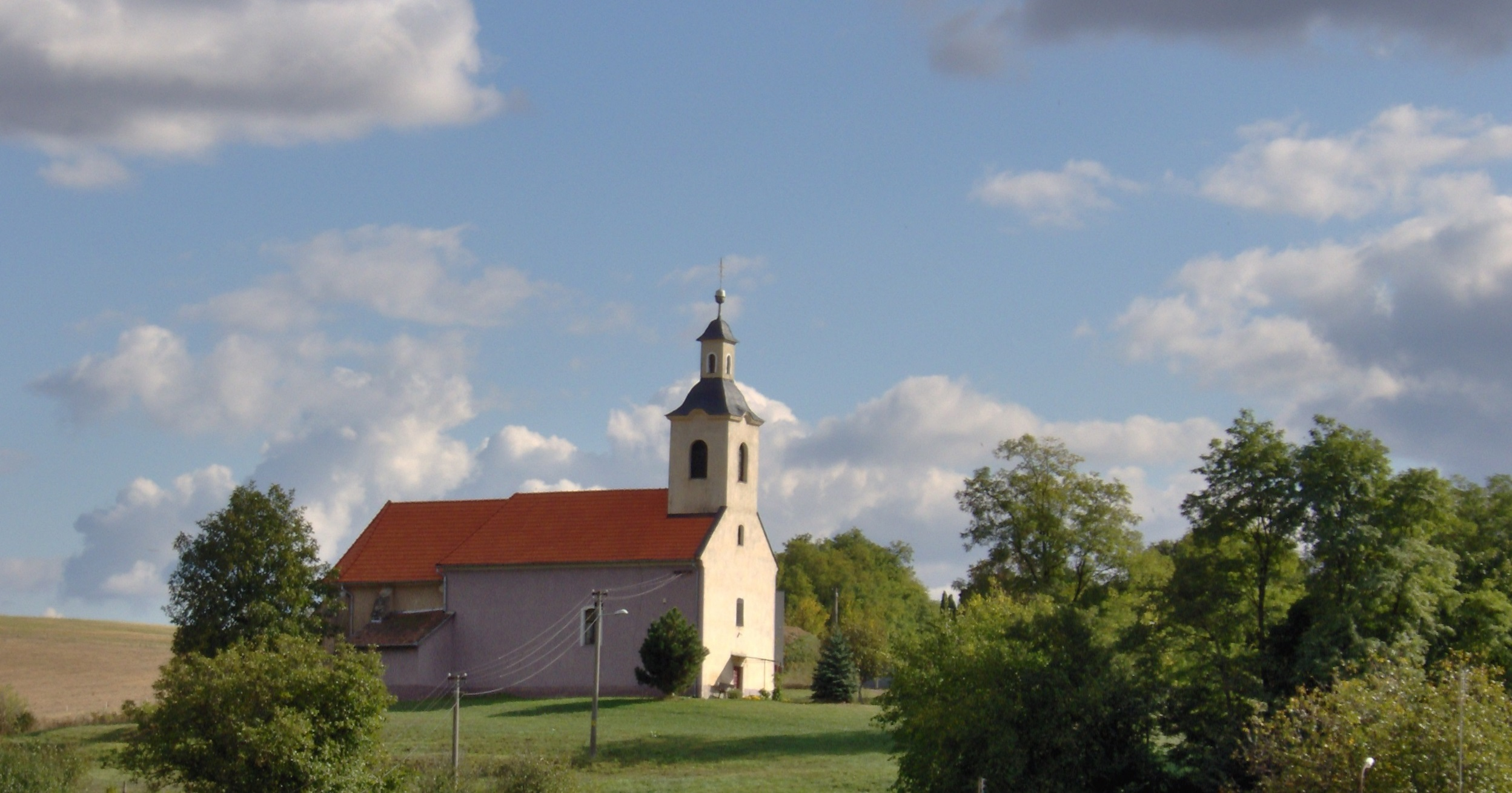
Römisch-katholische Kirche

- römisch-katholische Kirche Jungfrau Maria aus der ersten Hälfte des 15. Jahrhunderts, im 18. Jahrhundert im Barockstil erneuert
- reformierte Toleranzkirche aus dem Jahr 1784, gegen Ende des 19. Jahrhunderts umgebaut